# Bradley (Wisconsin)
Bradley – miasto w Stanach Zjednoczonych, w stanie Wisconsin, w hrabstwie Lincoln.